# Mandres-la-Côte
Mandres-la-Côte ist eine französische Gemeinde mit 558 Einwohnern (Stand 1. Januar 2022) im Département Haute-Marne in der Region Grand Est. Sie liegt im Arrondissement Chaumont und gehört zum Kanton Nogent. Die Einwohner werden Mandrins und Mandrines genannt.

## Geografie
Mandres-la-Côte liegt etwa 15 Kilometer ostsüdöstlich von Chaumont.
Umgeben wird Mandres-la-Côte von den Nachbargemeinden Biesles im Nordwesten und Norden, Lanques-sur-Rognon im Norden und Osten, Nogent im Süden sowie Sarcey im Südwesten und Westen.

## Einwohnerentwicklung
| Jahr                       | 1962 | 1968 | 1975 | 1982 | 1990 | 1999 | 2006 | 2011 | 2019 |
| -------------------------- | ---- | ---- | ---- | ---- | ---- | ---- | ---- | ---- | ---- |
| Einwohner                  | 498  | 472  | 420  | 402  | 392  | 418  | 501  | 535  | 553  |
| Quellen: Cassini und INSEE |      |      |      |      |      |      |      |      |      |

## Sehenswürdigkeiten
- Kirche Notre-Dame-en-sa-Nativité, 1820 wieder errichtet

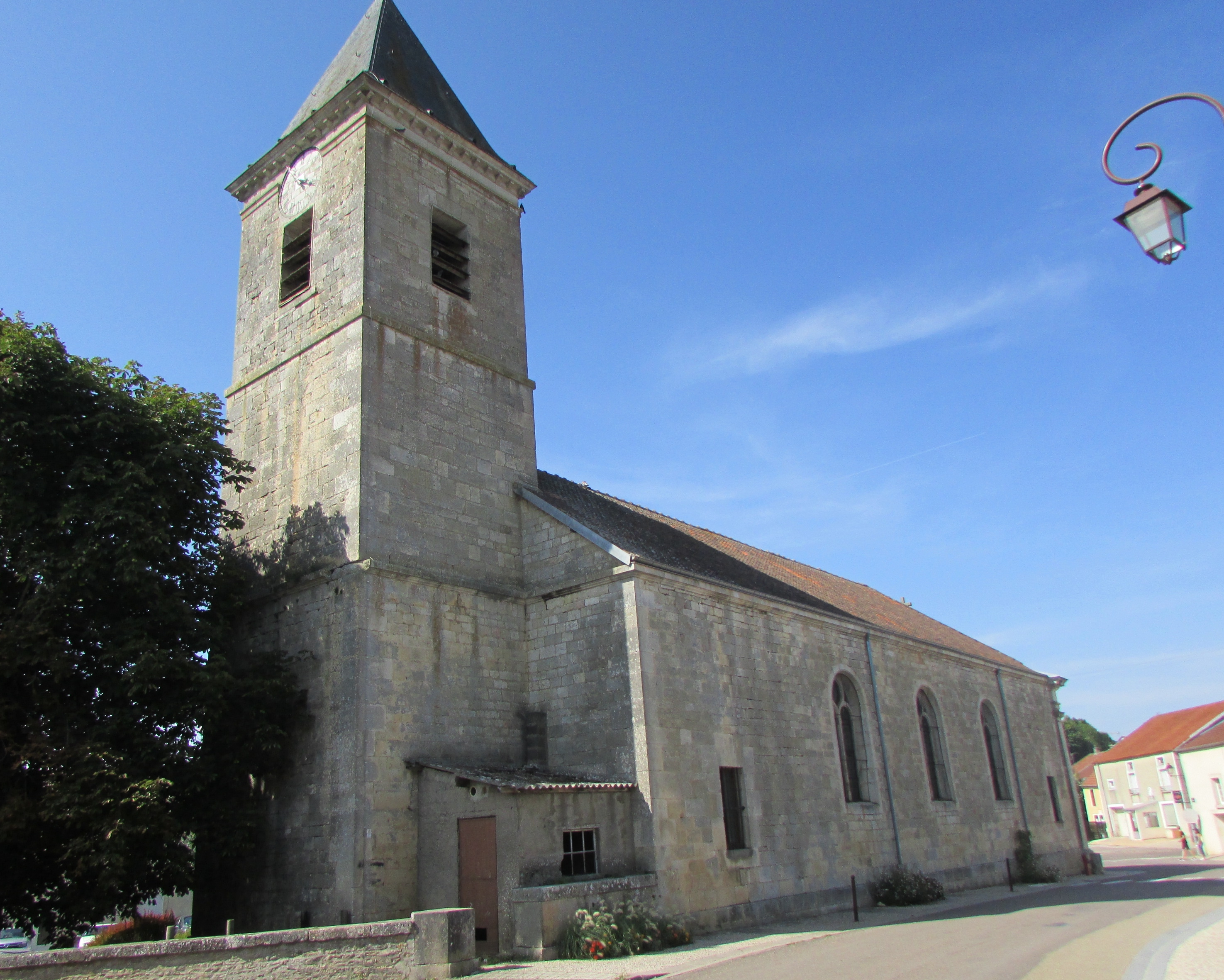
Kirche Notre-Dame-en-sa-Nativité

- Zwei Museen